# Studia Ełckie
Studia Ełckie – czasopismo naukowe będące kwartalnikiem o tematyce teologicznej wydawane w Ełku. Pierwszy numer czasopisma opublikowano pod nazwą Lux Veritatis. Kolejne numery pisma w latach 2000–2005 wydawano jako Ełckie Studia Teologiczne. W 2006 roku po raz kolejny zmieniono nazwę periodyku tym razem na Studia Ełckie.        
Początkowo czasopismo wydawano jako rocznik. Od 2013 roku Studia Ełckie są kwartalnikiem.       

## Redakcja czasopisma[2]
- ks. dr Marcin Sieńkowski – redaktor naczelny
- ks. dr Tomasz Kopiczko – zastępca redaktora
- ks. dr Dariusz Zalewski – sekretarz redakcji
- ks. dr Antoni Skowroński – redaktor tematyczny (filozofia)
- ks. dr Tadeusz Białous – redaktor tematyczny (historia Kościoła)
- ks. dr hab. Jerzy Sikora, prof. UKSW –  redaktor tematyczny (nauki o komunikacji społecznej i mediach)
- ks. Sławomir Cimochowski – redaktor tematyczny (nauki o kulturze i religii)
- ks. dr Andrzej Jaśko – redaktor tematyczny (nauki teologiczne)
- ks. dr Grzegorz Sierzputowski – redaktor tematyczny (nauki teologiczne)
- ks. Dariusz Konopko – redaktor tematyczny (pedagogika)
- ks. dr hab. Roman Szewczyk – redaktor tematyczny (prawo kanoniczne)
- dr Daniel P. Thero – redaktor językowy
- Francisco Manuel Villalba Lucas – redaktor językowy
- ks. dr Grzegorz Sierzputowski – redaktor językowy
- prof. dr Katharina Westerhorstmann – redaktor językowy
- dr Ryszard Skawiński – redaktor językowy
- ks. dr Arkadiusz Orzeł – redaktor statystyczny

## Punktacja czasopisma
W wykazie czasopism naukowych Ministerstwa Edukacji i Nauki z 9 lutego 2021 r. Studia Ełckie uzyskały 20 punktów.